# 福爾摩沙 (電影)
《福爾摩沙》（荷蘭語：Formosa）是一部攝於20世紀初，紀錄日治台灣民間生活的電影，是目前現存、最早紀錄台灣的電影。

## 背景
本部電影在1922年時以荷蘭電影大學（荷蘭語：Hollandsche Filmuniversiteit，Holfu）的名義出品，但片中卻出現法語地圖，且荷蘭電影學院（荷蘭語：Nederlandse Film en Televisie Academie）於1958年才成立。
國立台北藝術大學教授李道明經考證後認為，Holfu為法国百代電影公司於荷蘭的子公司。國立中央大學教授史惟筑則稱，Holfu是比利時電影公司「國際電影大學」 （法語：Université Cinégrafiques Internationals， LUCI）的子公司。
李道明尋找1910至20年間歐美電影公司發行與日本相關的非虛構影片，僅發現旅行攝影師波頓·霍姆斯曾到過台灣並進行拍攝。接著李道明觀察電影中警方制服，認為該片拍攝時間應介於台灣總督府兩次更改警察制服樣式之間，即明治41年至大正9年間（1908-1920）。而後他發現片中出現時任南投廳長御厨規三，並配合1917、1920年的兩篇台灣日日新報報導得出結論：該片攝於1917年底，波頓·霍姆斯與其攝影師賀佛德·柯靈（Herford T. Cowling）在台期間。
本部電影在出品後由荷蘭的EYE電影博物館收藏數十年，但該館收藏非原始正片，應為第4代拷貝片。1991年時該博物館複製該電影並送給台灣的國家電影中心（今國家電影及視聽文化中心）。時任國家電影中心館長井迎瑞稱，自己於1989年上任後便積極和荷蘭電影博物館（EYE電影博物館前稱）交流，讓《福爾摩沙》能夠順利獲同意贈予國家電影中心。電影中心在拷貝保存後放映多次，近年中心也將其數位化保存，在2025年時上傳YouTube供大眾觀賞。

## 內容
電影全片共7分鐘48秒，原片為黑白形式，以染色方式讓片中出現不同色調。片中首先介紹福爾摩沙（台灣）的面積、人口，片中誤植台灣面積為荷蘭的1.5倍，而荷蘭實際面積為台灣的1.5倍。
隨後電影講述台灣被割讓予日本，並以法文地圖標示台灣位置。接著撥放台灣總督（實際為御厨規三）視察台灣原住民，以及台灣人曬鹽、種茶、採甘蔗的景象。李道明認為，本片對於台灣的敘述帶著帝國主義視角，以異國風情、土著展現殖民者觀點、刻板印象。

## 外部連結
- YouTube上的《福爾摩沙》Formosa